# Wolfgang Berends

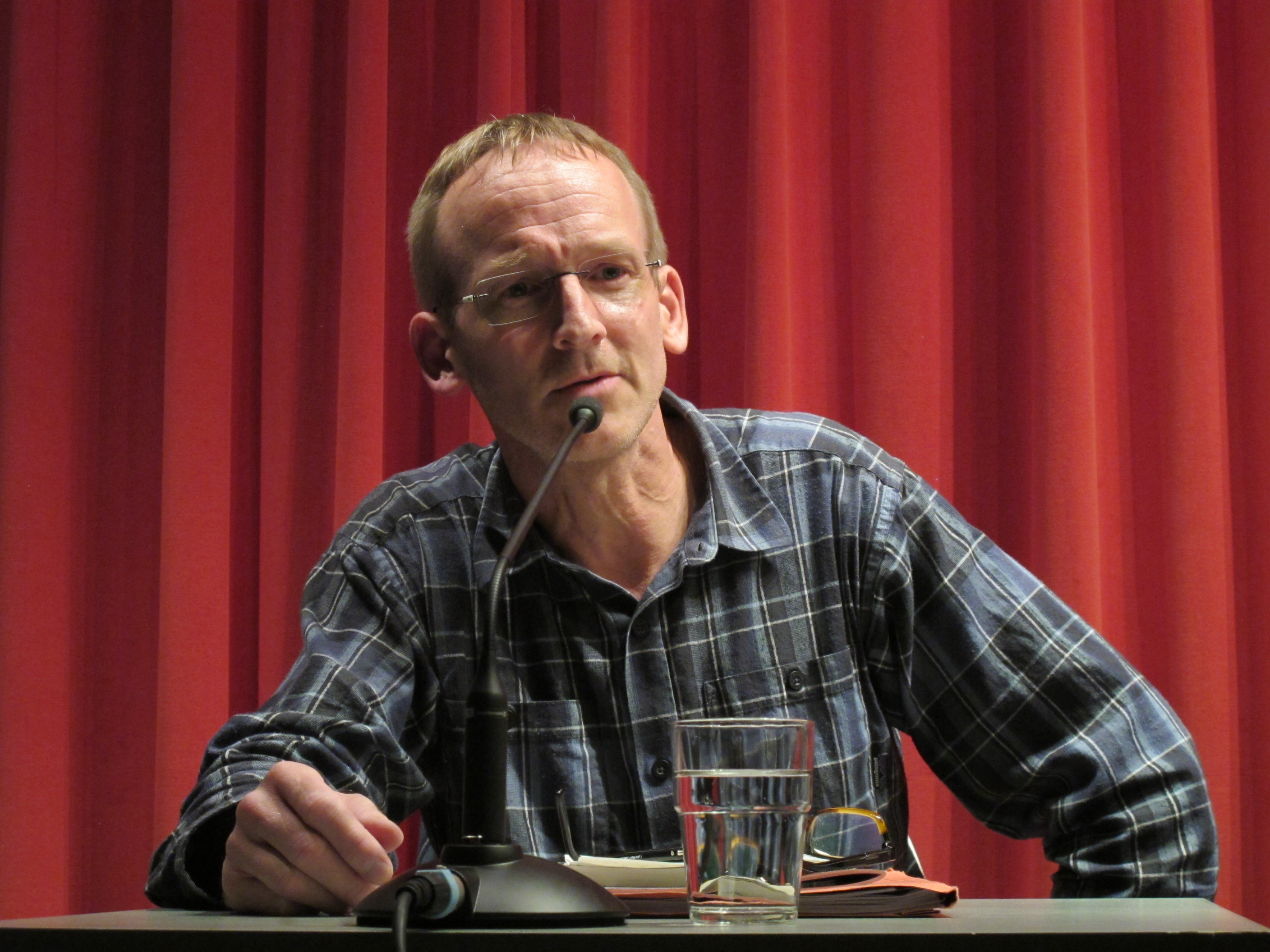
Wolfgang Berends 2014 bei einer Lesung der Literaturzeitschrift Außer.dem

Wolfgang Berends (* 1966 in München) ist ein deutscher Lyriker, Übersetzer und Archivar.

## Leben
Wolfgang Berends war von 2004 bis 2024 Leiter der Bibliothek im Lyrik Kabinett. Er schreibt eigene lyrische Texte, die in zahlreichen Anthologien und Zeitschriften (z. B. Außer.dem, Signum)  und auch im Hörfunk veröffentlicht wurden. Seine Lyrik präsentiert er auch bei Lesungen. Weiterhin betätigt er sich als Rezensent. Daneben nimmt er Lyrikübertragungen aus anderen Sprachen vor. Eine dieser Arbeiten wurde 2012 von der Deutschen Akademie für Sprache und Dichtung in die Liste der empfehlenswerten Neuerscheinungen aufgenommen. 2009 war er einer der drei Finalisten für das Übersetzerstipendium des Kulturreferats der Landeshauptstadt München. 
Er hat drei Kinder und lebt und arbeitet in München.

## Werke

### Einzelpublikationen
- Erdabstoßung. Stadtlichter Presse, Wenzendorf 2010, ISBN 978-3-936271-52-2.
- Nach Durchsicht der Wolken. Stadtlichter Presse, Wenzendorf 2016, ISBN 978-3-936271-82-9.
- Manchmal um uns Glas. Stadtlichter Presse, Wenzendorf 2021, ISBN 978-3-947883-30-1.

### Lyrikübertragungen
- István Géher: In Jahre gegossene Jahre. Stadtlichter Presse, Wenzendorf 2012, ISBN 978-3-936271-63-8.
- Gabriel Levin: Unterm Zedernhimmel. Stadtlichter Presse, Wenzendorf 2009, ISBN 978-3-936271-45-4.